# Dakshineswar
Dakshineswar (en bengalí: দক্ষিনেশ্বর) és un localitat situada al marge esquerre del riu Hugli a uns trenta quilòmetres al nord de Calcuta (Índia). Forma part del municipi de Kamarhati, al districte del 24 Nord de Parganas. És una part de l'Autoritat Metropolitana de Desenvolupament de Kolkata (KMDA). La ciutat és coneguda pel seu temple a la Dessa Kali, ja que el famós místic Sri Ramakrishna hi serví com a sacerdot al segle xix.

## Temple de la deessa Kali a Dakshineswar
Gràcies al temple, Dakshineswar és el centre de pelegrinatge internacional més important del districte. El temple de Dakshineswar Kali va ser construït el 31 de maig de 1855 per Rani Rashmoni. El temple és famós per la seva associació amb Sri Ramkrishna, un místic de la Bengala del segle xix. Ja que és considerat sagrat per part de a la tradició hindú com una encarnació divina. Sense ser un intel·lectual va tenir gran influència en els cercles aristocràtics i intel·lectuals hindús de Calcuta.
Un gran nombre de persones es reuneixen a Dakshineswar durant tot l'any, especialment el dia de Shyama Puja, Shiva Chaturdashi, el dia de l'any nou de Bengala (naba barsha), Akshaya Tritiya i l'1 de gener de cada any amb motiu del Kalpataru Utsava (el dia que Sri Ramkrishna va assolir el siddhi).
Al voltant de Ramakrishna es va formar un cercle de reformadors religiosos hindús, que són a l'origen del nacionalisme bengalí, un moviment que s'estendrà per tot l'Índia. Entre ells, el més famós d'entre els seus deixebles és en Vivekananda, un missioner de la cultura vèdica que va fundar la Missió Ramakrishna i el Ramakrishma Math. La seu d'aquestes organitzacions es troba exactament a l'altra banda del riu Hugli, a Belur Math. D'aquesta manera, es pot considerar Dakshineswar com un lloc important del renaixement religiós hindú.

## Indústria
Com a empreses importants hi podem trobar. WIMCO, una companyia de partits sueca, va establir a la dècada de 1920 una fàbrica a Dakshineswar, que va ser comprada per ITC Limited el 2011. I Emami Paper Mills Ltd. un dels grans productors del país de paper periodístic a partir de residus de paper. Que té una de les seves dues plantes a Dakshineswar.

## Transport
Belghoria Expressway és una autopista de peatge que uneix els punts de connexió de NH 19 i NH 16, prop de Dankuni a Dakshineswar, a través de Nivedita Setu i NH 12 (Jessore Road), a prop de l'aeroport internacional Netaji Subhas Chandra Bose. Dakshineswar també és connectada per diverses carreteres a Dankuni a través del pont Vivekananda Setu (antic pont de Bally) i Dunlop (a Baranagar) més a la carretera estatal 1 (popularment coneguda com a Barrackpore Trunk Road).
L'estació de tren de Dakshineswar es troba a 13 km de l'estació de tren de Sealdah, a la línia de Calcuta Chord, que uneix l'estació de tren de Dum Dum Junction amb l'estació de tren de Dankuni Junction.
Els serveis de ferry de Dakhsineswar-Belur Math i Dakshineswar-Uttarpara estan disponibles a través del Hugli, des de Ma Bhabotarini Jetty.
La carretera de Rani Rashmoni, de 350 m de longitud, uneix l'estació de bus i l'estació de tren de Dakshineswar amb el temple de la Desa Kali. Aquest via és utilitzada anualment per 13 uns milions de devots. El 17 de març de 2015, la ministra principal Mamata Banerjee va establir la primera pedra d'una passarel·la elevada de 400 m de longitud, de 10,5 m d'amplada, sobre la carretera congestionada.